# Gare de Skøyen
La gare de Skøyen est une gare ferroviaire située dans le quartier de Skøyen à l'ouest de la commune d'Oslo. Si la gare compte parmi les gares les plus importantes de la région, elle est la seule gare de l'ouest d'Oslo à compter un trafic passager.

## Histoire
La gare a été inaugurée en 1872, elle s'appelait à l'époque Tyskestranden jusqu'en 1876, puis Bygdø jusqu'en 1903. La gare a connu rapidement une forte affluence, elle a donc été agrandie à plusieurs reprises. La dernière extension date de 1998 lors du lancement du Flytoget.